# Fil à couper
« Fil à couper le beurre » redirige ici. Pour le roman de San-Antonio, voir Le Fil à couper le beurre.

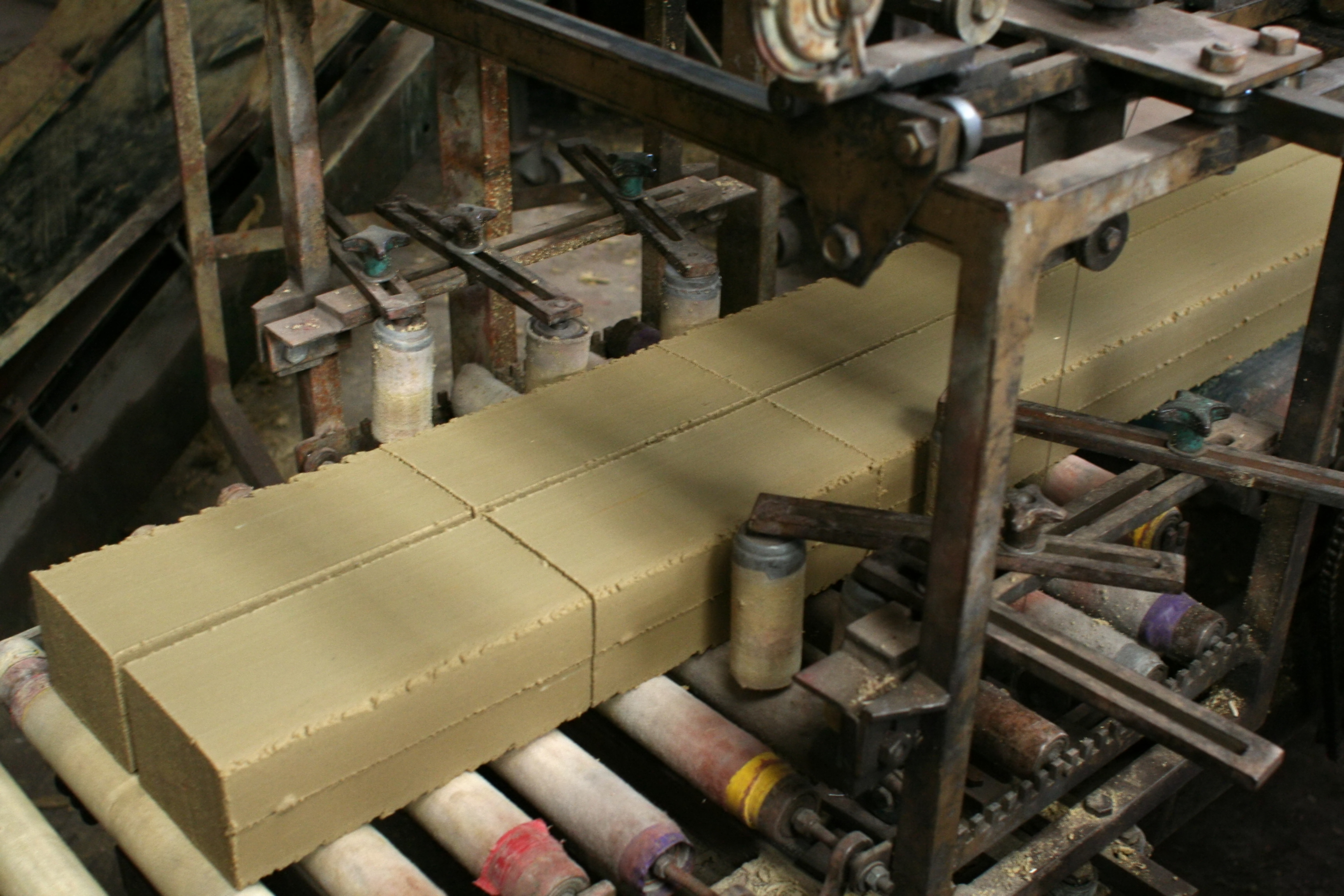
Fil à couper mécanique dans une briqueterie.

Un fil à couper est un instrument constitué d'un fil reliant deux poignées et servant à découper un solide meuble, tel que du beurre, du foie gras ou encore de l'argile de potier.

## Dans la culture populaire
On dit d'une personne jugée peu intelligente ou peu dégourdie qu'elle « n'a pas inventé le fil à couper le beurre ».